# Patrimoine naturel
Pour les articles homonymes, voir patrimoine.
La notion de patrimoine naturel associe principalement deux notions :
1. la notion de « patrimonialité » qui évoque une notion de valeur intrinsèque (valeur patrimoniale)[1] et un besoin de conservation[2], puits de carbone, etc.) ;
2. la notion de « naturel » en tant qu'élément du paysage, également marqué par l'homme et donc aussi élément du patrimoine historique et culturel.

Dans l'acception générale, le patrimoine naturel, est comme le patrimoine culturel et architectural, un bien commun, mais encore relativement épargné par l'empreinte de l'Homme, à gérer en conséquence et à léguer aux générations futures. Mais au lieu d'avoir été construit par l'Homme il résulte de l'évolution et parfois des interactions entre l'homme et la nature. Ce patrimoine est aussi une somme de ressources naturelles (avec l'idée que le tout est plus que la somme des parties) pour des "titulaires" qui sont l'ensemble des espèces vivantes, dont l'humanité fait partie, et pour les générations futures.
Une composante du patrimoine naturel (l'information portée par le génome par exemple, ou les services écosystémiques qu'il génère) peut être considérée comme patrimoine immatériel. Elle est souvent intégrée dans le bien commun, mais fait aussi l'objet d'appropriation et privatisation (Voir : Marchandisation du vivant).

## Histoire et évolution de la notion depatrimoine naturel
« Nous n’héritons pas de la terre de nos parents, nous l’empruntons à nos enfants »

— Lieu commun de la doxa écologiste, cette phrase est attribuée tantôt au chef amérindien Seattle, tantôt à Saint-Exupéry.
Elle s'est notamment formalisée autour d'une volonté de conserver les grands paysages et espaces nord américains et leur caractère sauvage (« wilderness ») au XIXe puis au XXe siècle, mais la notion s'est étendue, incluant par exemple un patrimoine écopaysager, informationnel et adaptatif contenu dans le patrimoine génétique. Certains le considèrent même comme un capital à valoriser, dont les intérêts pourraient être exploités dans le futur.
En 1853, des « sanctuaires de la nature » sont soustraits à l'action des forestiers sur 624 ha de vieilles futaies et de zones rocheuses dans la forêt de Fontainebleau, à l'instigation des peintres de Barbizon. Le décret impérial du 13 avril 1861 étend la « réserve artistique » à 1 094 hectares au sein de la forêt de Fontainebleau,. Il s’agit du premier espace naturel au monde avec une mesure de conservation de la nature,.
Le 1er mars 1872, le président Ulysses S. Grant crée le parc national de Yellowstone. Il s'étend sur une superficie de 8 983 km2 et constitue le plus ancien parc national du monde.
Le 21 avril 1906 est votée en France la « loi de protection des sites et monuments naturels de caractère artistique », dite loi Beauquier, première loi de protection des sites naturels, des paysages et des monuments naturels en France.
Le 2 mai 1930 est votée la loi ayant pour objet de réorganiser la protection des monuments naturels et des sites de caractère artistique, historique, scientifique, légendaire ou pittoresque. Cette loi crée les sites classés ou inscrits en France.
Le terme « patrimoine naturel » n’apparait en France qu’en 1967, dans le décret du 1er mars instituant les parcs naturels régionaux signé par le général de Gaulle et indiquant :

« Le territoire de tout ou partie d’une ou de plusieurs communes peut être classé en « parc naturel régional » lorsqu’il présente un intérêt particulier par la qualité de son patrimoine naturel et culturel […] et qu’il importe de le protéger et de l’organiser »qu’un territoire peut recevoir ce label en raison de « la qualité de son patrimoine naturel et culturel. »

Le 16 novembre 1972, la convention pour la protection du patrimoine mondial, culturel et naturel est adoptée lors de la Conférence générale de l'UNESCO. Ce traité international réunit dans un même document les notions de protection de la nature et de préservation des biens culturels. La Convention reconnaît l’interaction entre l’être humain et la nature et le besoin fondamental de préserver l’équilibre entre les deux. Elle donne une définition du patrimoine naturel dans son article 2.
La loi du 10 juillet 1976 relative à la protection de la nature va stipuler : « il est du devoir de chacun de veiller à la sauvegarde du patrimoine naturel dans lequel il vit ».
Le patrimoine naturel est un des éléments de plus en plus pris en compte pour le classement sur la liste du patrimoine mondial de l'Unesco. On cherche à produire des indices synthétiques et universels permettant l'évaluation environnementale et la comparaison, en tenant compte du contexte biogéographique et de l'écopotentialité du milieu évalué.

## Définition de l'UNESCO
La Convention pour la protection du patrimoine mondial, culturel et naturel de l'UNESCO (1972) définit la notion de patrimoine dans son article 2 :

« Aux fins de la présente Convention sont considérés comme « patrimoine naturel » :
- les monuments naturels constitués par des formations physiques et biologiques ou par des groupes de telles formations qui ont une valeur universelle exceptionnelle du point de vue esthétique ou scientifique,
- les formations géologiques et physiographiques et les zones strictement délimitées constituant l'habitat d'espèces animale et végétale menacées, qui ont une valeur universelle exceptionnelle du point de vue de la science ou de la conservation,
- les sites naturels ou les zones naturelles strictement délimitées, qui ont une valeur universelle exceptionnelle du point de vue de la science, de la conservation ou de la beauté naturelle »

## En France

### Définition du patrimoine naturel
Le patrimoine naturel est pour le système français de comptabilité « l’ensemble des biens dont l’existence, la production et la reproduction sont le résultat de l’activité de la nature, même si les objets qui le composent subissent des modifications du fait de l’Homme » (INSEE, 1986).
Il est maintenant approché dans les Comptes de la nation et exploré, cartographié et évalué via l'INPN (Inventaire national du patrimoine naturel) sous l'égide du Muséum national d'histoire naturelle (MNHN). Des parcs naturels (Parc du Mercantour (France) et Parc delle Alpi Marittime en Italie) ont officiellement démarré l’Inventaire biologique généralisé sous l'égide de l' European Distributed Institute of Taxonomy (EDIT).
Sauf exception, les composantes environnementales externes à la nature, telles que l’environnement urbain (bruit, urbanisme), ou industriel (déchets, pollution de l’air) ne sont donc pas intégrées dans le patrimoine naturel, même s'ils le modifient fortement et ont parfois aussi une composante patrimoniale (friches industrielles par exemple). Face à la régression d'une part importante de la biodiversité extraordinaire et ordinaire, mais aussi au problème des espèces invasives, les notions de nature banale et de biodiversité ordinaire tendent néanmoins à prendre de l'importance, dans les zones urbaines notamment.
La notion de patrimoine naturel apparaît en France dans la loi du 21 avril 1906 vouée à la protection des « sites et monuments naturels de caractère artistique ». Elle concerne les ensembles naturels (cascades, grottes, rochers, etc.) qui ont été désignés comme pittoresques par la peinture, les guides touristiques et la photographie. La loi du 2 mai 1930 relative « aux monuments naturels et aux sites de caractère artistique, historique, scientifique, légendaire ou pittoresque » remplace celle de 1906 en enrichissant la liste des caractères justifiant la protection d'un site.
Depuis peu (avec les lois Grenelle I et Grenelle II dans le droit de l'environnement national, la question de l'environnement nocturne, dégradé par la pollution et diverses nuisances associées est aussi prise en compte.

### Notion d'intérêt patrimonial
Des habitats naturels et des espèces dits d'intérêt patrimonial sont listées par pays et par régions ou par sites (Parcs, réserves, etc.) dans le cadre des inventaires naturalistes, certaines pouvant aussi être des espèces-clé, plus ou moins menacées. Ces données sont en France notamment utilisées pour établir ou mettre à jour les inventaires ZNIEFF, ZICO, la Stratégie de création d'aires protégées (SCAP) ou encore pour cartographier et mettre en œuvre la trame verte et bleue nationale.

### Patrimoine géologique
Un sous-ensemble particulier du patrimoine naturel est le patrimoine géologique, qui inclut la richesse en fossiles d'un site, et peut justifier dans de nombreux pays (dont en France) la création d'une réserve naturelle.

### Inventaire du patrimoine naturel
La loi du 8 août 2016 relative à la reconquête de la biodiversité, de la nature et des paysages institue un inventaire du patrimoine naturel ; elle précise le champ concerné par l'inventaire.
Art. L. 411-1 A.-I. L'inventaire du patrimoine naturel est institué pour l'ensemble du territoire national terrestre, fluvial et marin. On entend par inventaire du patrimoine naturel, l'inventaire des richesses écologiques, faunistiques, floristiques, géologiques, pédologiques, minéralogiques et paléontologiques.
L'État assure la conception, l'animation et l'évaluation de l'inventaire. Il est réalisé sous la responsabilité scientifique du Muséum national d'histoire naturelle qui en assure la validation et participe à la diffusion.
À l'échelon régional est créé un Conseil scientifique régional du patrimoine naturel. Il est composé de spécialistes désignés pour leur compétence scientifique (universitaires, chercheurs, sociétés savantes, muséums régionaux… Il couvre toutes les disciplines des sciences de la vie et de la terre pour les milieux terrestres, fluviaux et marins.

## En Europe
Plusieurs directives européennes traitent du patrimoine naturel.

### Directive oiseaux
Une première directive oiseaux a été adoptée le 2 avril 1979 afin de promouvoir la protection et la gestion des populations d'espèces d'oiseaux sauvages du territoire européen (la présidence du Conseil de l'Union européenne étant assurée par la France). Elle a été remplacée par la directive 2009/147/CE (également appelée directive Oiseaux) du 30 novembre 2009 prise par l'Union européenne avec le même objet, en intégrant les modifications successives.

### Directive habitats
La directive de l'Union européenne 92/43/CEE concernant la conservation des habitats naturels ainsi que des espèces de la faune et de la flore sauvages, plus généralement appelée « directive habitats faune flore » ou encore « directive habitats » est une mesure prise afin de promouvoir la protection et la gestion des espaces naturels à valeur patrimoniale que comportent ses États membres, dans le respect des exigences économiques, sociales et culturelles.
Elle s'appuie pour cela sur un réseau cohérent de sites écologiques protégés, le réseau Natura 2000.

## En Amérique du Nord
C'est dans cette région du monde, autour du concept de naturalité (wilderness), que les grands parcs nationaux et d'autres types d'aires protégées se sont développés, dès le XIXe siècle. De nombreux organismes, Agences, ONGE et publications, dont le George Wright FORUM (journal de l'association George Wright Society, dont les publications, depuis 1981, sont exclusivement consacrées aux questions touchant les parcs, aires protégées et sites patrimoniaux culturels) existent. Il existe en Amérique du Nord une abondante littérature scientifique et non scientifique relative au patrimoine naturel.